# Beth Sarim
Beth Sarim (en hébreu : בית שרים, littéralement La Maison des Princes) est un manoir de dix chambres situé à San Diego en Californie et construit en 1929 en anticipation de la résurrection de plusieurs patriarches prophètes bibliques de l'Ancien Testament tels qu'Abraham, Moïse, David, Isaïe ou Samuel. Il est entretenu par la Watch Tower Society, l'organisation utilisée par les Témoins de Jéhovah, et est également utilisé comme résidence et bureau du président de la Société, Joseph Franklin Rutherford. La maison est vendue à un propriétaire privé en 1948.

## Histoire
En 1918, les publications de la société Watch Tower commencent à prédire, sous la présidence de Joseph Franklin Rutherford, que les patriarches de l'Ancien Testament, qualifiés de « Princes », seraient ressuscités sur Terre en 1925. Il était enseigné que ces « Princes » deviendraient les nouveaux dirigeants de la Terre et que leur résurrection serait le prélude à l'inauguration d'une nouvelle société terrestre et à l'abolition de la mort,,,,,,. Précédemment la Société enseignait que ces individus seraient relevés après 1914,. Ces princes feraient de Jérusalem leur capitale, avec quelques autres princes résidant dans d'autres « parties principales de la Terre ». Malgré l'échec de ces prédictions, Rutherford continue à prêcher leur retour imminent.
Pendant ce temps, Rutherford passe ses hivers à San Diego en Californie pour des raisons de santé, et « une contribution directe a été mise en place pour construire une maison à San Diego pour le frère Rutherford ». La propriété est acquise en octobre 1929 par Robert J. Marten et elle est cédée à Rutherford en décembre de la même année pour la somme de 10 dollars. La maison avait été construite la même année. Rutherford donne le nom de Beth Sarim à la propriété et la consacre à l'accueil des « princes » de l'Ancien Testament attendus, car il pense maintenant que leur siège se trouvera à San Diego plutôt qu'à Jérusalem,. L'acte de Beth Sarim, écrit par Rutherford, déclare que la propriété doit être « perpétuellement en confiance » de l'arrivée des « princes » de l'Ancien Testament et qu'elle doit leur être remise une fois arrivés.
La propriété est située dans le quartier des Kensington Heights de San Diego sur un terrain de 40 hectares agrémenter d'oliviers, de dattiers et de palmiers afin que les « princes » puissent « se sentir chez eux ». La résidence de 470 m2, dessinée par l'architecte de San Diego Richard S. Requa, est un manoir espagnol de dix chambres accompagné d'un garage pouvant contenir deux voitures,,. Le coût de construction de l'époque est de 25 000 dollars. Dans l'ouvrage Salut publié en 1939, Rutherford explique que Beth Sarim serait utilisée pour toujours par les « princes » ressuscités.

## Occupation

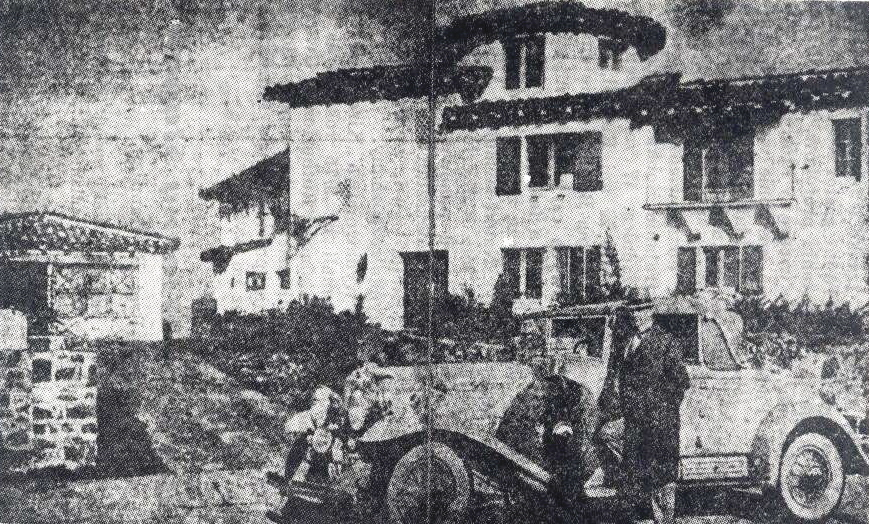
Joseph F. Rutherford avec sa Cadillac V-16 devant Beth Sarim.

Joseph Franklin Rutherford s'installe à Beth Sarim au début de l'année 1930 et tient le rôle de gardien de la propriété en attendant la résurrection des « princes ». Les journaux de l'époque rapportent le mode de vie luxueux de Rutherford, notamment avec sa Cadillac Fisher Fleetwood de seize cylindres,,. La résidence est citée dans une lettre destinée à Rutherford écrite par Olin R. Moyle, ancien conseiller juridique des Témoins de Jéhovah, comme l'un des exemples de « la différence des équipements qui vous sont octroyés, à vous et à vos préposés, en comparaison des ceux fournis à certains de vos frères »,. Walter F. Salter, un ancien dirigeant de la filiale canadienne de la Watch Tower Society, critique aussi l'utilisation de Beth Sarim par Rutherford,. En réponse aux critiques de Rutherford par Salter, L'Âge d'Or du 2 mai 1937 publie la photocopie d'une lettre de William E. Van Amburgh, secrétaire-trésorier de la Watch Tower Society, déclarant :

« Pas un centime des fonds de la Watch Tower Bible and Tract Society n'a servi à construire la maison de San Diego où le Juge Rutherford effectue son travail hivernal. C'était un don de la part d'amis. Je n'avais aucune idée de l'existence de cette propriété avant que de lire un passage dessus dans L'Âge d'Or. Pas un centime des fonds de la Watch Tower Bible and Tract Society n'a servi non plus à acheter les Cadillac utilisées par Rutherford à San Diego et à Brooklyn. Ce sont des cadeaux de la part d'amis. »

— William E. Van Amburgh, L'Âge d'Or.

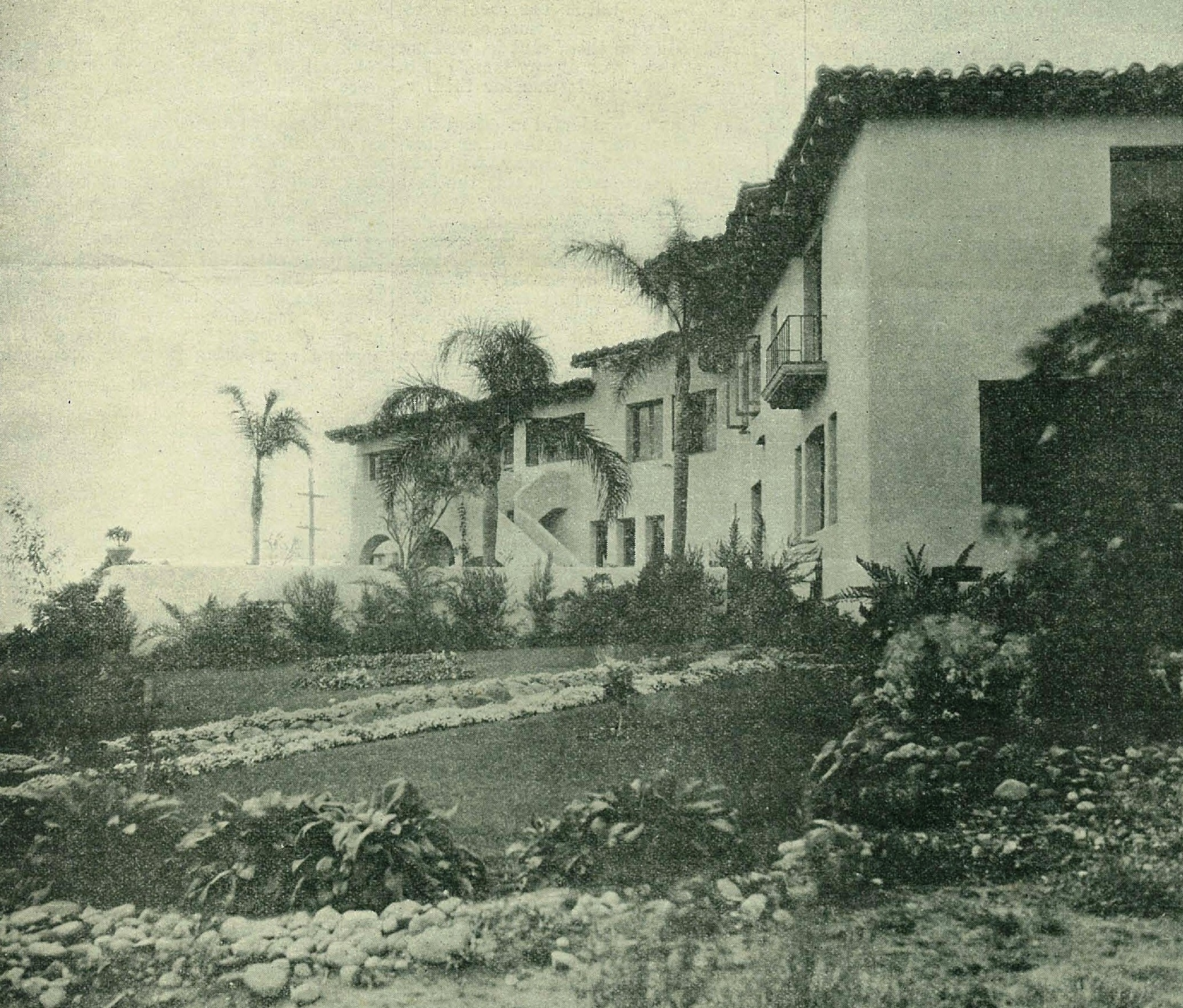
Beth Sarim telle qu'illustrée dans la publication Le Messager de 1931.

Le magazine Consolation (successeur de L'Âge d'Or) explique que Beth Sarim sert de quartier général d'hiver pour Rutherford :

« Juge Rutherford et ses collaborateurs ont occupé Beth Sarim pendant douze hivers. La propriété n'était pas un lieu de détente ou de vacances mais elle était utilisée comme un bureau hivernal. Les livres Justification I jusqu'à Enfants ont été écrits là-bas, ainsi que de nombreux articles de La Tour de garde et de brochures. Les instructions exécutives pour les filiales du monde entier étaient également transmises depuis Beth Sarim lorsque le Juge y était. À Beth Sarim, Juge Rutherford a complété le matériel de l'Annuaire de 1942 comme son dernier travail avant sa mort. Il l'a dicté depuis son lit de mort. »

— Watch Tower Bible and Tract Society, Consolation.

## Enterrement de Rutherford
Joseph Rutherford décède à Beth Sarim le 8 janvier 1942 à 72 ans,. Après sa mort, l'enterrement de Rutherford est retardé de trois mois et demi à cause des procédures juridiques engendrées par son désir d'être enterré à Beth Sarim, volonté qu'il avait exprimée à trois proches conseillers du siège de Brooklyn,. L'avocat de la Société, Hayden C. Covington, explique son rôle dans le procès : « J'ai alors intenté un procès devant les tribunaux de San Diego pour les forcer à nous laisser l'enterrement sur cette propriété. Le Juge Mundo, qui était le juge de la cour supérieure, après avoir entendu l'affaire à repousser le travail, puis à jongler avec d'autres affaires et finalement avec Bill, Bonnie et Nathan nous avons décidé que nous nous étions assez battu pour cela et qu'il semblait que c'était la volonté du Seigneur que nous ramenions son corps à Brooklyn et de l'enterrer à Staten Island, ce que nous avons fait ». Les Témoins avaient collecté plus de 14 000 signatures sur une pétition en faveur du respect des dernières volontés de Rutherford. Le périodique Consolation du 27 mai 1942 explique :

« Dès 1920, le juge Rutherford, a indiqué que les anciens témoins ou princes étaient promis à une résurrection terrestre de la part du Seigneur. Cette même année, il a prononcé un discours public à Los Angeles en Californie intitulé Des millions de personnes actuellement vivantes ne mourront jamais, dans lequel il a attiré l'attention sur l'attente des hommes susmentionnés. Toutes les publications publiées après ce discours mettent l'accent sur cette attente. Il apparaît donc que le retour des princes est un enseignement fondamental des Écritures. C'est aussi certain que la vérité de la Parole de Dieu. Le juge Rutherford a passé une bonne partie de sa vie à informer les gens de cette question vitale. Qu'est-ce qui donc serait plus approprié devant Dieu et devant les hommes que ses restes reposent sur le terrain tenu avec ferveur pour les hommes dont il a eu le privilège d'annoncer la venue. »

— Watch Tower Bible and Tract Society, Consolation.
Consolation condamne les fonctionnaires du comté de San Diego pour leur refus d'octroyer à la société la possibilité d'enterrer Rutherford à Beth Sarim ou sur le terrain d'une propriété voisine nommée Beth Shan, elle aussi détenue par la Société,, :

« Ils n'ont pas décidé du sort des ossements, mais de leur propre sort. Le sang n'est pas non plus sur les mains de qui que ce soit, parce qu'on leur a dit trois fois que combattre contre Dieu, ou même que manipuler les os de Son serviteur, leur apporterait la condamnation du Seigneur. [...] Ainsi leur responsabilité est réglée et ils ont suivi le cours de Satan. »

— Watch Tower Bible and Tract Society, Consolation.
Après avoir épuisé tous les appels, le périodique Consolation déclare que les restes de Rutherford sont envoyés par bateau à New York où il est enterré le 25 avril 1942. Des critiques spéculent que Rutherford a été enterré secrètement à Beth Sarim,,. Le numéro du Time daté du 4 mai 1942 indique que la tombe de Rutherford se trouve à Rossville sur Staten Island à New York ainsi qu'une parcelle d'enterrement privée pour les volontaires de la Watch Tower Society se trouve sur Woodrow Road,. La location exacte de la tombe est inconnue et en 2002 le concierge de l'église et du cimetière méthodiste de Woodrow, un cimetière voisin, répond à une enquête à propos de la parcelle réservée à la Société en disant : « Je suis dans l'incapacité de vous dire qui est enterré ici car il n'y a absolument aucune marque ou pierre tombale ou quoi que ce soit ».

## Vente

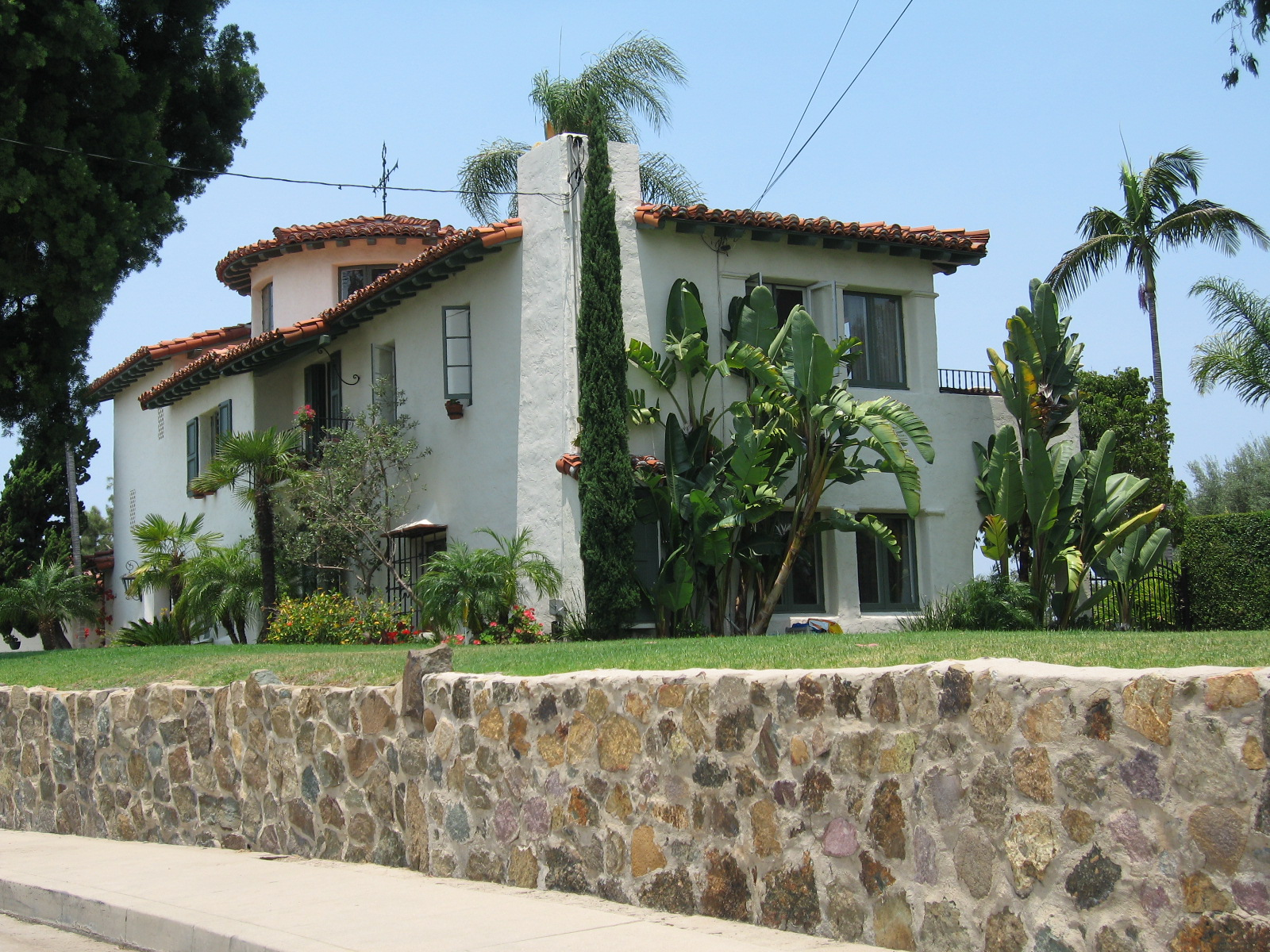
Beth Sarim en 2008.

Après le décès de Rutherford, la Société Watch Tower s'occupe de Beth Sarim pendant quelques années avant de la vendre en 1948,. La croyance selon laquelle les « princes » seraient ressuscités avant Armageddon est abandonnée en 1950,,,. En 1954, à un procès en Écosse, en réponse à la question concernant la raison de la vente de la propriété par la Société, le vice-président d'alors, Frederick William Franz, explique :

« La maison était là, et les prophètes n'étant pas encore revenus pour l'occuper et en jouir, la Société n'en faisait à cette date aucun usage. Elle nécessitait un gardien, et cela engendrait une charge financière. Et notre compréhension des Écritures s'est de plus en plus affinée au sujet des princes, dont feront partie ces prophètes, et ainsi la propriété a été vendue puisqu'elle était devenue inutile. »

— Frederick William Franz au procès de Douglas Walsh.
Beth Sarim est actuellement une propriété privée et la ville de San Diego l'a désignée comme étant le « point d'intérêt historique » numéro 474.

## Beth-Sarim dans la littérature
"Beth-Sarim" est aussi le titre d'un roman publié sous forme d'épisodes courts. Sur fond de thriller psychologique, l'auteur aborde les thèmes de l'endoctrinement et de ses conséquences sur la vie des personnes qui en sont victime.
Largement inspiré de l'histoire de la société Watch Tower et de ses pratiques internes, ce récit explore le chemin intérieur des personnages qui tentent de se défaire de l'emprise psychologique dans laquelle ils furent emprisonnés.